# Johan Palmér
Johan Palmér, född den 3 december 1883 i Stora Harrie församling, Malmöhus län, död den 6 mars 1956 i Lund, var en svensk språkforskare. 
Palmér avlade filosofie kandidatexamen vid Lunds universitet 1907 och filosofie licentiatexamen 1912. Han var medarbetare i Svenska akademiens ordbok 1912–1913 och promoverades till filosofie doktor 1918. Palmér var lärare vid Önnestads folkhögskola 1909–1911, vid Lunds privata elementarskola 1913–1918, lektor vid Strängnäs högre allmänna läroverk 1917–1921, vid Lunds folkskoleseminarium 1921–1949, docent i nordiska språk vid Lunds universitet 1922–1948 och lektor i svenska språket där 1935–1949. Han var censor vid studentexamen 1950–1953 och tilldelades professors namn 1954. Palmér utgav Studier över de starktoniga vokalerna i 1500-talets svenska (1917), Reformatorerna och översättningen av Nya testamentet 1526 (1926), Undersökningar i Olavus Petris språk I–IV (1934–1942) och Språkutveckling och språkvård (1944). Han författade tidskriftsuppsatser i språkvetenskapliga ämnen.